# Санта Маргерита-Ла Сувера (Сијена)
Санта Маргерита-Ла Сувера је насеље у Италији у округу Сијена, региону Тоскана.
Према процени из 2011. у насељу је живело 34 становника. Насеље се налази на надморској висини од 340 м.